# Aston Martin DBX
O Aston Martin DBX é um veículo SUV de luxo produzido pela Aston Martin, lançado em 2020,sendo o primeiro veículo da montadora nessa classe e o primeiro a ser produzido na nova fábrica em St Athan, no País de Gales, o carro foi construído em uma plataforma própria da Aston Martin, mas utiliza o motor Mercedes-Benz M177, o mesmo também utilizado no Aston Martin Vantage.